# Liste des opérateurs de télécommunications

## Plus grands opérateurs mondiaux de télécommunications
Il s'agit de la liste des plus importants opérateurs de télécommunications dans le monde mesurés par leur recette totale (chiffre d'affaires).
| Rang | Entreprise                              | Revenu total (Milliards US $) | Siège social        |
| ---- | --------------------------------------- | ----------------------------- | ------------------- |
| 1    | AT&T                                    | 128,7                         | États-Unis          |
| 2    | Verizon Communications                  | 120,5                         | États-Unis          |
| 3    | Nippon Telegraph and Telephone          | 109,1                         | Japon               |
| 4    | China Mobile Communications             | 107,6                         | Chine               |
| 5    | Deutsche Telekom                        | 79,8                          | Allemagne           |
| 6    | Telefónica                              | 75,7                          | Espagne             |
| 7    | SoftBank                                | 66,5                          | Japon               |
| 8    | Vodafone Group                          | 65,9                          | Royaume-Uni         |
| 9    | Comcast                                 | 64,7                          | États-Unis          |
| 10   | China Telecommunications                | 62,0                          | Chine               |
| 11   | América Móvil                           | 61,5                          | Mexique             |
| 12   | China United Network Communications     | 49,3                          | Chine               |
| 13   | Orange S.A.                             | 43,7                          | France              |
| 14   | KDDI                                    | 43,2                          | Japon               |
| 15   | Telecom Italia                          | 36,4                          | Italie              |
| 16   | DirecTV                                 | 31,8                          | États-Unis          |
| 17   | BT Group                                | 29,1                          | Royaume-Uni         |
| 18   | Telstra                                 | 26,3                          | Australie           |
| 19   | Vimpelcom                               | 23,1                          | Pays-Bas            |
| 20   | KT Corporation                          | 21,8                          | Corée du Sud        |
| 21   | CenturyLink                             | 18,1                          | États-Unis          |
| 22   | Telenor                                 | 16,4                          | Norvège             |
| 23   | Telia Company                           | 15,8                          | Suède               |
| 24   | MTN Group                               | 14,9                          | Afrique du Sud      |
| 25   | Bharti Airtel                           | 14                            | Inde                |
| 26   | SingTel                                 | 13,7                          | Singapour           |
| 27   | Oi                                      | 13,1                          | Brésil              |
| 28   | Mobile TeleSystems                      | 12,4                          | Russie              |
| 29   | Cox Communications                      | 9,1                           | États-Unis          |
| 30   | Emirates Telecommunications Corporation | 8,9                           | Émirats arabes unis |
| 31   | Charter Communications                  | 8,1                           | États-Unis          |
| 32   | Telkom Indonesia                        | 7,8                           | Indonésie           |
| 33   | Cablevision                             | 6,5                           | États-Unis          |
| 34   | Level 3 Communications                  | 6.3                           | États-Unis          |
| 35   | Windstream                              | 6,0                           | États-Unis          |
| 36   | Axiata                                  | 5,3                           | Malaisie            |
| 37   | Telephone and Data Systems              | 4,9                           | États-Unis          |
| 38   | Frontier Communications                 | 4,7                           | États-Unis          |

## Liste des opérateurs fixes et mobiles par pays
Cette liste identifie les opérateurs de lignes fixes et les opérateurs de téléphonie mobile dans les 50 pays les plus peuplés du monde. 
La liste des pays et leur population sont visibles dans la liste des pays par population.
Le CIA World Factbook est cité comme référence standard pour le nombre de lignes principales pour chacun des pays énumérés.
Liste des pays par nombre d'abonnements à Internet à haut débit (en) est cité comme référence standard pour le nombre d'abonnés au large bande fixe pour chacun des pays énumérés. 
La dénomination des pays est conforme à la norme ISO 3166-1 publié par l'Organisation internationale de normalisation (ISO).

## Pays par ordre alphabétique
- Haut – A
- B
- C
- D
- E
- F
- G
- H
- I
- J
- K
- L
- M
- N
- O
- P
- Q
- R
- S
- T
- U
- V
- W
- X
- Y
- Z

## A

### Afghanistan
Le pays a 100 000 lignes fixes en service en 2016, 23.4 millions lignes mobiles et 1.9 million d'internautes.

#### Opérateurs de téléphonie fixe
- Afghan Telecom

#### Opérateurs de téléphonie mobile
- MTN Afghanistan (MTN Group)
- Roshan (AKFED, Cable & Wireless & TeliaSonera)
- Afghan Wireless (Telephone Systems International)
- Etisalat Afghanistan (Etisalat)
- Afghan Telecom CDMA Mobile (Afghanistan)

### Albanie
- Telekom AL(Albanian Mobile Communications) (Telekom.al)
- Tring Digital (Tring.al)
- Plus Telecomunications (PLus.al)
- vodafone  (vodafone.al)
- Eagle Mobile Communications & AlbTelecom (ALbtelecom.al eagle.al)
- digitalb (digitalb.al)

### Algérie
Le pays compte 3.1 millions de lignes principales en service en 2014, 37.3 millions de lignes mobiles et 6.5 millions d'internautes.

#### Opérateurs de téléphonie fixe
- Algérie Télécom

#### Opérateurs de téléphonie mobile
- Djezzy, Orascom Télécom Algérie (OTA), filiale de Orascom Telecom Holding (OTH)
- Ooredoo (Wataniya Télécom Algérie), filiale de Qatar Télécom (Qtel)
- Mobilis, filiale d'Algérie Télécom

### Allemagne
Le pays compte 47.0 millions de lignes fixes en service en 2014, 99.5 millions de lignes mobiles et 70.3 millions internautes.

#### Opérateurs de téléphonie fixe
- T-Online, (groupe Deutsche Telekom)
- Vodafone
- HanseNet, (groupe Telefónica)
- O2 (Telefónica)
- SkyDSL
- Tele2

#### Opérateurs de téléphonie mobile
- T-Mobile (Deutsche Telekom)
- Vodafone GmbH
- E-Plus (groupe KPN)
- O2 Allemagne (Telefónica)

### Andorre
Le pays compte 38 200 lignes fixes en 2014, 66 200 lignes mobiles et 28 383 internautes (2012).

#### opérateur fixe-mobile
- Andorra Telecom

### Angola
Le pays compte 280 000 de lignes fixes en service en 2014, 14.1 millions de lignes mobiles et 20 703 internautes.

#### Opérateurs de téléphonie fixe
- MSTelcom (Groupe Sonangol)
- Angola Telecom

#### Opérateurs de téléphonie mobile
- Movicel
- MovelSIM
- Unitel (Angola)

### Autriche
Le pays compte 3,388 millions de lignes fixes en service en 2011 et 2,002 millions d'abonnés au haut débit fixe en 2010.

#### Opérateurs de téléphonie fixe
- Telekom Austria
- MegaTel
- Tele2

#### Opérateurs de téléphonie mobile
- Mobilkom Austria (Telekom Austria and Vodafone)
- T-Mobile Austria (Deutsche Telekom)
- 3 (Hutchison Whampoa)

## B

### Belgique
Le pays compte 4,631 millions de lignes fixes en service en 2011 et 3,373 millions d'abonnés au haut débit fixe en 2010.

#### Opérateurs de téléphonie fixe
- Proximus
- Tele2/Versatel (KPN)
- Scarlet (Proximus)

#### câblo-opérateur
- Telenet (Liberty Global)
- VOO

#### Opérateurs de téléphonie mobile
- Proximus
- Orange Belgique (Orange)
- BASE (Telenet / Liberty Global)
- VOO (comme opérateur virtuel/Orange)
- Mobile Vikings (comme opérateur virtuel)
- Digi

## C

### Canada
Le pays compte 18,201 millions de lignes fixes en 2011 et 10,139 millions d'abonnés haut débit fixe en 2010.

#### Opérateurs de téléphonie fixe
- Bell Canada
- Bell Aliant (Bell Canada)
- CIK Telecom
- Manitoba Telecom Services
- Allstream
- IVC Telecom
- Northwestel
- SaskTel, uniquement dans la province de la Saskatchewan
- Telus
- Rogers Telecom (Rogers Communications)
- Eastlink
- Westman Communications Group
- Wightman Telecom
- Bruce Municipal Telephone Service

#### Opérateurs de téléphonie mobile
- Rogers Wireless (Rogers Communications)
- Fido Solutions (Rogers Communications)
- Bell Mobility (Bell Canada)
- Telus Mobility
- SaskTel Mobility
- MTS Mobility (Manitoba Telecom Services)
- ICE Wireless
- Télébec Mobilité
- DMTS Mobility
- Wind Mobile
- Mobilicity
- Fizz

### Chine
Le pays compte 249.4 millions de lignes fixes en 2014, 1300 millions de lignes mobiles et 626,6 millions d'internautes en 2012.

#### Opérateurs de téléphonie fixe
- China Telecom
- China Unicom
- China Tie Tong (China Mobile Communications Corp)

#### Opérateurs de téléphonie mobile
- China Mobile
- China Unicom
- China Telecom

### Chypre
Le pays compte 0,405 millions de lignes fixes en 2011 et 0,194 millions d'abonnés haut débit fixe en 2010.

#### Opérateurs de téléphonie fixe
- Cyta
- Primetel PLC
- Callsat
- Cablenet

#### Opérateurs de téléphonie mobile
- Cyta Vodafone
- MTN

### Croatie
Le pays compte 1,761 millions de lignes fixes en 2011 et 0,804 millions d'abonnés haut débit fixe en 2010.

#### Opérateurs de téléphonie fixe
- T-Hrvatski Telekom (Deutsche Telekom)
- Optima Telekom
- H1 Telekom
- Amis Telekom

#### Opérateurs de téléphonie mobile
- T-Mobile (Deutsche Telekom)
- VIPnet (Telekom Austria)
- Tele2

## D

### Danemark
Le pays compte 2,515 millions de lignes fixes en 2011 et 2,092 millions d'abonnés haut débit fixe en 2010.

#### Opérateurs de téléphonie fixe
- TDC
- TeliaSonera

#### Opérateurs de téléphonie mobile
- TeliaSonera
- TDC
- Telenor
- 3 (Hutchison Whampoa)

## E

### Égypte
Le pays compte 8,714 millions de lignes fixes en 2011 et 1,45 million d'abonnés haut débit fixe en 2010.

#### Opérateurs de téléphonie fixe
- Telecom Egypt

#### Opérateurs de téléphonie mobile
- Vodafone Égypte (Vodafone et Telecom Egypt)
- Mobinil (Orange et Orascom Telecom)
- Etisalat Egypt

### Espagne
Le pays compte 19,867 millions de lignes fixes en 2011 et 10,534 millions d'abonnés haut débit fixe en 2010.

#### Opérateurs de téléphonie fixe
- Telefónica
- ONO (Vodafone)
- Orange Espagne
- Jazztel
- Euskaltel (uniquement au Pays basque)
- Telecable (uniquement aux Asturies)
- R (uniquement en Galice)

#### Opérateurs de téléphonie mobile
- Movistar (Telefónica)
- Vodafone Espagne (Vodafone)
- Orange Espagne (Orange)
- Yoigo (TeliaSonera)

### Estonie
Le pays compte 0,472 millions de lignes fixes en 2011 et 0,336 millions d'abonnés haut débit fixe en 2010.

#### Opérateurs de téléphonie fixe
- Elion

#### Opérateurs de téléphonie mobile
- EMT
- Tele2
- Elisa

### Éthiopie
Le pays compte 0,829 millions de lignes fixes en 2011 et 4 000 abonnés haut débit fixe en 2010.

#### opérateur fixe et mobiles
- Ethio Telecom

## F

### Finlande
Le pays compte 1,080 millions de lignes fixes en 2011 et 1,533 millions d'abonnés haut débit fixe en 2010.

#### Opérateurs de téléphonie mobile
- Elisa
- TeliaSonera
- DNA Finland

### France
Le pays compte 38,81 millions de lignes fixes en 2014, 64,9 millions d'abonnés mobiles et 17,266 millions d'abonnés haut débit fixe en 2012.

#### Opérateurs de téléphonie fixe
- Orange
- SFR, groupe Altice Europe
- Bouygues Telecom
- Free, filiale du groupe Iliad

#### Opérateurs de téléphonie mobile
- Orange
  - Sosh
- Bouygues Telecom
  - B&YOU
- SFR, groupe Altice Europe
  - RED by SFR
- Free mobile
- La Poste Mobile

#### Opérateurs internet
- izarLink
- Wifirst
- A6Telecom
- Everko
- FullSave

#### Opérateurs de réseau Fibre Optique
- izarLink
- Altitude Infrastructure
- Axione, filiale du groupe Bouygues Construction
- Covage (& Tutor)
- Free Infrastructure, filiale du groupe Iliad
- Orange
- SFR, groupe Altice Europe
- FullSave
- CELESTE
- Lumos
- Alpésys
- Sipartech

#### Opérateurs internet des objets
- Sigfox
- Orange
- Objenious

#### Anciens opérateurs
- Alice ADSL, acheté par Iliad
- Cegetel, acheté par SFR (à l'époque, par Neuf Telecom)
- Completel, acheté par SFR (à l'époque, par Numericable)
- Club Internet, acheté par SFR (à l'époque, par Neuf Cegetel)
- Neuf Telecom (à l'époque, Neuf Cegetel), acheté par SFR
- Numericable, fusion avec SFR

## G

### Grèce
Le pays compte 5,475 millions de lignes fixes en 2011 et 2,257 millions d'abonnés haut débit fixe en 2010.

#### Opérateurs de téléphonie fixe
- OTE
- Wind Hellas
- Vivodi Telecom
- Forthnet
- Hellas Online (HOL)

#### Opérateurs de téléphonie mobile
- Cosmote (OTE)
- Vodafone Grèce
- Wind Hellas

## H

### Hongrie
Le pays compte 2,933 millions de lignes fixes en 2011 et 1,956 millions d'abonnés haut débit fixe en 2010.

#### Opérateurs de téléphonie fixe
- Magyar Telekom (Deutsche Telekom)
- GTS Hungary
- Digi
- UPC Magyarország, filiale de Liberty Global
- Invitel
- BudgeTalk

#### Opérateurs de téléphonie mobile
- T-Mobile (Deutsche Telekom)
- Telenor
- Vodafone Hongrie

## I

### Inde
Le pays compte 32,685 millions de lignes fixes en service en 2011 et 15,010 millions d'abonnés au haut débit fixe en 2010.

#### Opérateurs de téléphonie fixe
- Bharat Sanchar Nigam (BSNL)
- Mahanagar Telephone Nigam Limited (MTNL)
- Bharti Airtel
- Reliance Communications
- Tata Teleservices
- MTS India uniquement au Rajasthan

#### Opérateurs de téléphonie mobile
- Bharat Sanchar Nigam (BSNL)
- Mahanagar Telephone Nigam Limited (MTNL)
- Airtel India
- Reliance Communications
- Vodafone Essar
- Tata Indicom aussi appelé Tata Docomo CDMA
- Tata DoCoMo, Tata Teleservices Limited en partenariat avec NTT DoCoMo
- Aircel
- Idea Cellular
- MTS India
- Uninor - Telenor et Unitech Group, coentreprise
- Videocon Mobile Service coentreprise entre Videocon et HFCL
- Cheers Mobile (Etisalat)
- Loop Mobile, uniquement à Bombay

### Irlande
Le pays compte 2,047 millions de lignes fixes en service en 2011 et 0,941 millions d'abonnés au haut débit fixe en 2010.

#### Opérateurs de téléphonie fixe
- eir (Iliad et NJJ)
- BT Ireland (BT Group)
- Smart Telecom
- UPC Ireland (Liberty Global)
- Vodafone Ireland (Vodafone)
- ASI Contracting

#### Opérateurs de téléphonie mobile
- 3 (Hutchison Whampoa)
- eir (Iliad et NJJ)
- Vodafone Ireland

#### Anciens opérateurs
- eircom
- Emobile (groupe Eircom)
- Meteor Mobile Communications (groupe Eircom)
- O2 Ireland (Telefónica) acheté par 3 en 2014
- Tesco Mobile

### Israël
Le pays compte 3,5 millions de lignes fixes en service en 2011 et 1,865 millions d'abonnés au haut débit fixe en 2010.

#### Opérateurs de téléphonie fixe
- Bezeq
- Hot, du groupe luxembourgeois Altice
- Cellcom
- Partner Communications Company, opère sous la marque Orange

#### Opérateurs de téléphonie mobile
- Cellcom
- Hot Mobile
- Partner Communications Company, opère sous la marque Orange
- Pelephone (Bezeq)
- Golan Telecom

### Italie
Le pays compte 22,116 millions de lignes fixes en service en 2011 et 13,259 millions d'abonnés au haut débit fixe en 2010.

#### Opérateurs de téléphonie fixe
- Fastweb (Swisscom)
- Iliad Italia (Iliad)
- Telecom Italia
- Tiscali
- Vodafone Italia (Vodafone)
- Wind Tre (3)

##### Anciens opérateurs
- Infostrada (Wind)
- SIP
- TeleTu (Vodafone)

#### Opérateurs de téléphonie mobile
- Iliad Italia
- TIM (Telecom Italia)
- Vodafone Italia (Vodafone)
- Wind Tre (3)

##### Anciens opérateurs
- 3 Italia (3)
- Blu (Wind)
- SIP
- Wind

## L

### Liban
Le pays compte 0,9 million de lignes fixes en 2011 et 0,2 million d'abonnés haut débit fixe en 2010.

#### Opérateurs de téléphonie fixe
- OGERO (Organisme de Gestion et d'Exploitation de l'ex Radio Orient)

#### Opérateurs de téléphonie mobile
- touch, associé au groupe koweïtien Zain
- Alfa, associé au groupe égyptien Orascom Telecom

### Luxembourg
Le pays compte 0,279 millions de lignes fixes en 2011 et 0,168 millions d'abonnés haut débit fixe en 2010.

#### Opérateurs de téléphonie fixe
- POST Luxembourg Telecom
- Tele2 Luxembourg, filiale de Belgacom
- Orange Belgique
- Luxembourg Online
- Cogecom

#### Opérateurs de téléphonie mobile
- POST Luxembourg Telecom
- Tango (Belgacom)
- Orange Belgique, anciennement Vox Mobile
- Luxembourg Online

## M

### Madagascar
Le pays compte 68 426 lignes fixes 10,7 millions de lignes mobiles et 2,5 millions d'abonnés à internet.

#### Opérateurs de téléphonie fixe
- Telma

#### Opérateurs de téléphonie mobile
- Telma
- Orange
- Airtel
- Bip

#### Opérateurs internet
- Telma
- Orange
- Airtel
- Blueline

#### Opérateurs de réseau Fibre Optique
- Telma

### Maroc
Le pays compte 3,566 millions de lignes fixes en 2011 et 0,499 millions d'abonnés haut débit fixe en 2010.

#### opérateurs fixe-mobiles
- Maroc Telecom, détenu par Etisalat et l'État marocain
- Orange Maroc (ex-Méditel), filiale de l'opérateur français Orange
- Inwi, marque de Wana Corporate, opérateur détenu par le fonds d'investissement marocain Al Mada et le groupe koweïtien Zain

### Martinique
Le pays compte 0,172 millions de lignes fixes en 2011.

#### opérateurs fixe-mobiles
- Orange

#### Opérateurs de téléphonie mobile
- Digicel Antilles françaises Guyane

#### ancien opérateur
- Bouygues Telecom Caraibes

### Monaco
Le pays compte 34 400 lignes fixes et 17 mille abonnés internet.
- Monaco Telecom

## N

### Norvège
Le pays compte 1,529 millions de lignes fixes en 2011 et 1,724 millions d'abonnés haut débit fixe en 2010.

#### Opérateurs de téléphonie fixe
- Telenor
- TDC A/S (Tele Danmark Communications)
- Ventelo
- Hafslund Telekom

#### Opérateurs de téléphonie mobile
- Telenor Mobil (Telenor)
- NetCom (TeliaSonera)
- One Call
- Telio (Telio Telecom AS)

### Nouvelle-Calédonie
Le pays compte 0,076 millions de lignes fixes en 2011 et 0,038 millions d'abonnés haut débit fixe en 2010.

#### opérateur fixe
- Office des postes et télécommunications de Nouvelle-Calédonie

#### opérateur mobile
- Mobilis, service de l'OPT-NC

## P

### Pays-Bas
Le pays compte 7,135 millions de lignes fixes en 2011 et 6,33 millions d'abonnés haut débit fixe en 2010.

#### Opérateurs de téléphonie fixe
- KPN
- Versatel (Tele2)
- Scarlet (Belgacom)
- UPC Nederland, groupe Liberty Global
- NetGuard
- Ziggo

#### Opérateurs de téléphonie mobile
- KPN Mobile
- Vodafone Pays-Bas
- T-Mobile Pays-Bas

### Pologne
Le pays compte 6,853 millions de lignes fixes en 2011 et 4,961 millions d'abonnés haut débit fixe en 2010.

#### Opérateurs de téléphonie fixe
- Orange Polska (Orange et Kulczyk Holding)
- Netia
- Nordisk Polska
- UPC Polska (Liberty Global)
- Telefonia Dialog (Netia)
- TK Telekom

#### Opérateurs de téléphonie mobile
- Orange Polska
- Play (telecommunications) (P4)
- Plus (Polkomtel)
- T-Mobile (Deutsche Telekom)

### Polynésie française
Le pays compte 0,055 millions de lignes fixes en service en 2011 et 0,032 millions d'abonnés au haut débit fixe en 2010.

#### Opérateurs de téléphonie fixe
- Office des postes et télécommunications de Polynésie française
- Tahiti Nui Telecom

#### Opérateurs de téléphonie mobile
- Tikiphone
- Vodafone
- Vini, filiale de l'OPT
- Ora

### Portugal
Le pays compte 4,53 millions de lignes fixes en service en 2011 et 2,053 millions d'abonnés au haut débit fixe en 2010.

#### Opérateurs de téléphonie fixe
- Portugal Telecom, filiale de Altice
- NOS
- Cabovisão

#### Opérateurs de téléphonie mobile
- MEO, service de Portugal Telecom
- Vodafone Portugal
- NOS

## R

### Roumanie
Le pays compte 4,68 millions de lignes fixes en service en 2011 et 2,98 millions d'abonnés au haut débit fixe en 2010.

#### Opérateurs de téléphonie fixe
- RCS & RDS
- Telekom Romania
- GTS Telecom
- UPC Romania (Liberty Global)
- Atlas Telecom
- CTTc (Contact Telecom Romania)

#### Opérateurs de téléphonie mobile
- Orange România
- Vodafone Romania
- Cosmote Romania (Cosmote)
- Digi.Mobil (RCS & RDS)
- Zapp Mobile

### Royaume-Uni
Le pays compte 33,23 millions de lignes fixes en service en 2011 et 19,58 millions d'abonnés haut débit fixe en 2010.

#### operateurs fixes
- BSkyB
- BT Group
- Colt
- Interoute
- TalkTalk
- Virgin Media, groupe Liberty Global

#### Opérateurs de téléphonie mobile
- 3 (Hutchison Whampoa)
- O2 filiale de Telefónica
- EE Limited filiale de Orange et Deutsche Telekom
- Vodafone UK

#### anciens opérateurs
- Easynet, racheté par Interoute
- Orange UK
- T-Mobile Royaume-Uni

### Russie
Le pays compte 44,152 millions de lignes fixes en service en 2011 et 15,7 millions d'abonnés haut débit fixe en 2010.

#### Opérateurs de téléphonie fixe
- Golden Telecom
- Moscow City Telephone Network
- North-West Telecom
- Sibir Telecom
- Southern Telecom (Svyazinvest)
- Svyaz Invest
- VolgaTelecom
- Uralsvyazinform
- Rostelecom

#### Opérateurs de téléphonie mobile
- Beeline Russia (VimpelCom)
- MegaFon (Telecom-invest, TeliaSonera & Alfa Group)
- MTS (Mobile TeleSystems)
- New Telephone Company
- Nizhni Novgorod Telecom
- Sibirtelekom (Svyazinvest)
- Sistema
- Uralsvyazinform (Svyazinvest)
- SkyLink
- SMARTS
- Sotovaja Svjaz MOTIV (Jekatrinburg)
- Tele2 Russia (Tele2)

#### télécommunications d'entreprise
- CBOSS

#### anciens opérateurs
- CenterTelecom
- Dagsvyazinform

## S

### Serbie
Le pays compte 2,57 millions de lignes fixes en service en 2017 et 1,348 millions d'abonnés haut débit fixe en 2017.

#### Opérateurs de téléphonie fixe
- mts (Gouvernement serbe)

#### Opérateurs de téléphonie mobile
- mts (Telekom Srbija)
- Telenor Srbija (Telenor)
- Vip (A1 Telekom Austria)

### Slovaquie
Le pays compte 1,056 millions de lignes fixes en service en 2011 et 0,694 millions d'abonnés haut débit fixe en 2010.

#### Opérateurs de téléphonie fixe
- Slovak Telekom (Deutsche Telekom)
- GTS Slovakia

#### Opérateurs de téléphonie mobile
- Slovak Telekom (Deutsche Telekom)
- Orange Slovaquie (Orange)
- O2 Slovakia (Telefónica)

### Suède
Le pays compte 4,6 millions de lignes fixes en service en 2011 et 2,987 millions d'abonnés haut débit fixe en 2010.

#### Opérateurs de téléphonie fixe
- TeliaSonera
- Tele2
- Glocalnet
- Telenor
- Vattenfall

#### Opérateurs de téléphonie mobile
- Tele2
- Telenor
- Telia (TeliaSonera)
- 3 (Hutchison Whampoa)
- Nordisk Mobiltelefon

### Suisse
Le pays compte 4,613 millions de lignes fixes en service en 2011 et 2,908 millions d'abonnés haut débit fixe en 2010.

#### Opérateurs de téléphonie fixe
- Swisscom
- UPC Cablecom
- Sunrise, filiale de Liberty Global
- Net+
- Salt

#### Opérateurs de téléphonie mobile
- Swisscom
- Sunrise, filiale de Liberty Global
- Salt, filiale de NJJ Capital

## T

### République tchèque
Le pays compte 2,289 millions de lignes fixes en service en 2011 et 1,521 millions d'abonnés haut débit fixe en 2010.

#### Opérateurs de téléphonie fixe
- GTS Czech, GTS CE
- O2
- Telekom Austria Czech Republic (Telekom Austria)

#### Opérateurs de téléphonie mobile
- O2 Czech Republic
- T-Mobile (Deutsche Telekom)
- Vodafone Czech Republic (Vodafone)
- U Fon (MobilKom)

#### Autres opérateurs
- XOTel Czech
- Call Systems CZ

### Tunisie

#### Opérateurs de téléphonie fixe
- Tunisie Télécom

#### Opérateurs de téléphonie mobile
- Tunisie Télécom
- Orange Tunisie
- Ooredoo
- Lycamobile (Opérateur de réseau mobile virtuel)

### Turkménistan
- Altyn Asyr
- MTS Turkmenistan

### Turquie
Le pays compte 15,211 millions de lignes fixes en service en 2011 et 7,080 millions d'abonnés haut débit fixe en 2010.

#### Opérateurs de téléphonie fixe
- Türk Telekom, filiale de l'entreprise saoudienne Oger Telecom
- Turkcell Superonline
- Vodafone Net

#### Opérateurs de téléphonie mobile
- Turkcell
- Vodafone Turquie
- Avea, filiale de l'entreprise saoudienne Oger Telecom

## V

### Viêt Nam
Le pays compte 10,175 millions de lignes fixes en service en 2011 et 3,631 millions d'abonnés haut débit fixe en 2010.

#### Opérateurs de téléphonie fixe
- Viettel
- VNPT (Vietnam Posts and Telecommunications Group)
- FPT
- SPT
- VTC
- CMC

#### Opérateurs de téléphonie mobile
- Viettel Mobile
- Vinaphone
- Mobiphone
- Hanoi Telecom
- Gtel
- S-Fone
- E-Mobile